# Ася Рачева
Ася Цветкова Рачева (родена на 27 ноември 1966 г.) е българска актриса и певица. Занимава се активно с озвучаване на филми и сериали.

## Ранен живот и кариера
Завършва ЕСПУ „Йордан Йовков“ в град Бургас. Още докато учи участва в различни театрални постановки. В периода 1983 – 1984 г. е член на трупата на Работнически сатиричен театър – Бургас, където участва в постановката „Службогонци“ на режисьора Кръстьо Дойнов.
През 1985 г. е приета във ВИТИЗ „Кръстьо Сарафов“ със специалност Актьорско майсторство за куклен театър в класа на доцент Димитър Стоянов и завършва през 1989 г.

## Актьорска кариера
Докато е студентка играе в театър „Сълза и смях“ в спектакъла „Тристаен с южно изложение“ с режисьор Димитър Стоянов. По същото време участва в театрални представления в Алжир през 1987 г. и Финландия през 1989 г. Участва във всички дипломни спектакли на своя клас, които включват „Двойници в нощта“, „Малкият принц“, „Пепеляшка“, „Маугли“ и „Голият крал“.
След завършването си през 1989 г. става член на трупата на Пазарджишкия куклен театър за сезон 1989 – 1990 г. През 1990 г. става съучредител на „Театър 13“ със седалище НДК и участва във всичките му постановки, като в периода 1990-1995 г. играе в Германия, Австрия, Белгия, Унгария, Полша, Франция, Испания и други страни.
Участва в спектаклите „Резонанс“, „Игра на приказки“, „Коледна песен“, „Силуети“, „Двойници в нощта“, както и в концерт-спектакъла „Автопортрет“ на Нели Рангелова. От 1995 до 1996 г. участва в шоу спектакъла на Казино Албена – „Морски сънища“.

## Кариера на озвучаваща актриса
Рачева е по-известна с озвучаването на реклами, филми, сериали и анимации. Започва да се занимава с това през втората половина на 90-те години във филми с нахсинхронен дублаж. Едни от първите с нейно участие са „Камъчето и пингвина“, „Палечка“ и „Принцеса Анастасия“, където освен да озвучава, изпълнява и песни.
С войсоувър дублаж започва през 2000 г., като първият ѝ сериал е анимационният „Семейство Защо Защо“. Известна е с ролитe си на Джейн Пoртър, принцеса Фиона и Дори съответно във филмите „Тарзан“, „Шрек“, „Търсенето на Немо“ и техните продължения.
Измежду сериалитe с нейно участие са „Напълно непознати“ (дублаж на Медиа Линк), „Зина - принцесата воин“, „Осем прости правила“ (дублаж на студио Доли), „Бойна звезда: Галактика“, „Доктор Кой“, „Блейд: Сериалът“, „Къде си татко?“, „Моите мили съседи“ и „В името на любовта“. Рачева дублира популярни анимационни поредици като „Ю-Ги-О!“, „Х-Мен: Еволюция“, „Лигата на справедливостта“, „Наруто“, „Финиъс и Фърб“ (дублаж на Медиа Линк) и „Стивън Вселенски“.
През 2018 г. е номинирана за наградата „Икар“ в категория „най-добър дублаж“ (тогава наричана „Златен глас“) за дублажа на Мама Имелда в „Тайната на Коко“, заедно с Даниела Йорданова за Маргарет Тачър в „Желязната лейди“ и Гергана Стоянова за Регина в „Червената кралица“. Наградата се присъжда на Йорданова.
През 2019 г. Рачева получава втора номинация за наградата в категория „най-добър дублаж (актриса)“ за ролята на Джейн Доу в „Мъртва точка“, заедно с Василка Сугарева за Топси в „Мери Попинз се завръща“ и Ася Братанова за Марек в „Митика“.
През 2022 г. Рачева получава наградата в категория „най-добър дублаж (актриса)“ за ролята на д-р Беделия в „Ханибал“. Номинирани с нея са  Нина Гавазова за Елив в „Намери ме“ и Йорданка Илова за Азизе в „Не пускай ръката ми“.
През 2024 г. актрисата озвучава мамута Ели и други женски персонажи във филмовата поредица „Ледена епоха“ във войсоувър дублажа на „Доли Медия Студио“.

## Други дейности
Ася Рачева е беквокал на групата „Подуене Блус Бенд“. Пяла е още със „Стари муцуни“, „Бараби Блус Бенд“, „Монолит“, „Каскадьори“, „Кръпка Блус Бенд“, както и с Камен Кацата, Валди Тотев, Кирил Калев, Вили Казасян и Бенда на БНР, дует „Шик“, Мими Иванова и други.
Три години участва в екипа на Детското неделно шоу на рок-радио Тангра – „Тинтири Минтири“ като радиоводеща. 
През 2002 г. е съосновател и ръководител на детската театрална школа „Артлантида“.
През 2004 г. преподава театър в Частна езикова гимназия „Александър Дюма“.

## Личен живот
От 1989 г. е омъжена за актьора Радослав Рачев, който също се занимава с дублаж. Семейството има един син.